# 1968年世界大賽
1968年世界大賽是由代表美聯的底特律老虎與代表國聯的聖路易紅雀在世界大賽中對決。最後老虎4勝3敗擊敗紅雀，拿下睽違23年的世界大賽冠軍。
甫拿下兩個聯盟賽揚獎和年度MVP的兩位投手麥克連（在賽揚獎和MVP皆是全票通過）和吉布森（賽揚獎全票通過）的對決成為賽前萬眾矚目的焦點。不過麥克連表現不佳，連兩場被打爆讓紅雀取得了3勝1負的聽牌優勢，但是老虎隊靠著一個全年校正自責分率高於聯盟平均的投手米奇·羅里奇在這場系列賽投出3場完投勝在逆境下奪冠。在關鍵的第七戰，羅里奇和志在挑戰三度拿下世界大賽MVP的吉布森對決獲勝，他也是大聯盟目前最後一位能在世界大賽演出3場完投、也是最後一位在世界大賽拿下3場先發勝的投手。

## 總結
美聯 底特律老虎（4）- 國聯 聖路易紅雀（3）
| 場次 | 比數            | 日期     | 地點           | 觀眾  |
| ---- | --------------- | -------- | -------------- | ----- |
| 1    | 老虎 0，紅雀 4  | 10月2日  | 布希紀念體育場 | 54692 |
| 2    | 老虎 8，紅雀 1  | 10月3日  | 布希紀念體育場 | 54692 |
| 3    | 紅雀 7，老虎 3  | 10月5日  | 老虎體育場     | 53634 |
| 4    | 紅雀 10，老虎 1 | 10月6日  | 老虎體育場     | 53634 |
| 5    | 紅雀 3，老虎 5  | 10月7日  | 老虎體育場     | 53634 |
| 6    | 老虎 13，紅雀 1 | 10月9日  | 布希紀念體育場 | 54692 |
| 7    | 老虎 4，紅雀 1  | 10月10日 | 布希紀念體育場 | 54692 |

## 逐場結果

### 第一戰：10月2日
密蘇里州，聖路易，布希紀念體育場
| 底特律老虎                                                                                    | 0 | 0 | 0 | 0 | 0 | 0 | 0 | 0 | 0 | 0 | 5 | 3 |
| 聖路易紅雀                                                                                    | 0 | 0 | 0 | 3 | 0 | 0 | 1 | 0 | X | 4 | 6 | 0 |
| 勝投： 鮑勃·吉布森 (1–0) 敗投： 丹尼·麥克連 (0–1) 全壘打： 老虎：無 紅雀：盧·布羅克 (7下,1分) |   |   |   |   |   |   |   |   |   |   |   |   |

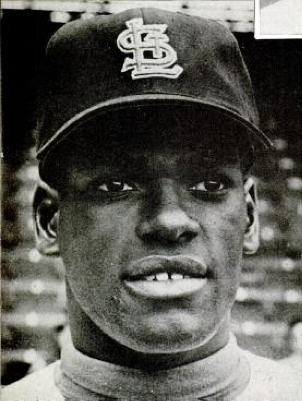
鮑勃·吉布森

首戰雙方便押上自家王牌，22勝的吉布森與31勝的麥克連對決。前三局雙方都壓制對方打線，不過麥克連在4局下被突破，他投出2次保送後被敲出2支安打失3分。
7局下，盧·布羅克追加一發陽春砲，紅雀取得4比0領先。而吉布森成功完封9局，並送出高達17次三振，幫助紅雀拿下首戰。

### 第二戰：10月3日
密蘇里州，聖路易，布希紀念體育場
| 底特律老虎 | 0 | 1 | 1 | 0 | 0 | 3 | 1 | 0 | 2 | 8 | 13 | 1 |
| 聖路易紅雀 | 0 | 0 | 0 | 0 | 0 | 1 | 0 | 0 | 0 | 1 | 6  | 1 |
| 勝投： 米奇·羅里奇 (1–0) 敗投： Nelson Briles (0–1) 全壘打： 老虎：威利·霍頓 (2上,1分)、米奇·羅里奇 (3上,1分)、諾姆·凱許 (6上,1分) 紅雀：無 |   |   |   |   |   |   |   |   |   |   |    |   |

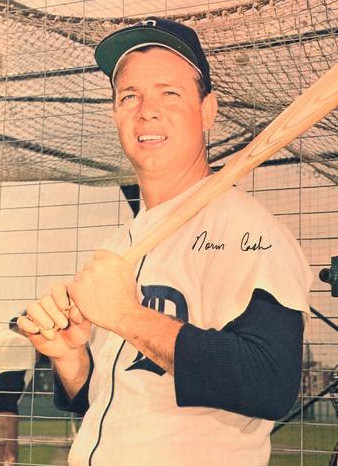
諾姆·凱許

輸掉首戰的老虎隊，在2局上便靠著威利·霍頓的全壘打先馳得點。連投手羅里奇自己都在下個半局敲出陽春砲。
6局上，諾姆·凱許先敲出陽春砲開啟攻勢，這局老虎隊拿下3分。
老虎隊慢慢追加分數，反觀羅里奇完投9局只失1分拿下勝投，老虎成功追平系列賽。

### 第三戰：10月5日
密西根州，底特律，老虎體育場
| 聖路易紅雀 | 0 | 0 | 0 | 0 | 4 | 0 | 3 | 0 | 0 | 7 | 13 | 0 |
| 底特律老虎 | 0 | 0 | 2 | 0 | 1 | 0 | 0 | 0 | 0 | 3 | 4  | 0 |
| 勝投： Ray Washburn (1–0) 敗投： Earl Wilson (0–1) 全壘打： 紅雀：Tim McCarver (5上,3分)、奧蘭多·塞佩沙 (7上,3分) 老虎：艾爾·卡萊恩 (3下,2分)、Dick McAuliffe (5下,1分) |   |   |   |   |   |   |   |   |   |   |    |   |

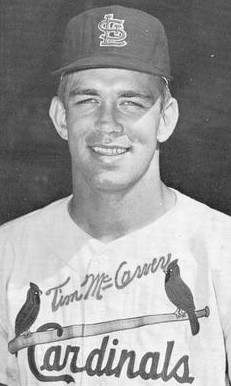
提姆·麥卡佛

這一場老虎一樣先馳得點，靠的是「老虎先生」的艾爾·卡萊恩兩分砲。不過老虎隊並沒有高興太久，因為紅雀隊在5局上反擊，在追回一分的情況下，Tim McCarver敲出3分砲逆轉戰局。
5局下，Dick McAuliffe敲出全壘打幫助老虎追回一分。但是奧蘭多·塞佩沙在7局上再追加3分砲，也粉碎了老虎隊反攻的機會。

### 第四戰：10月6日
密西根州，底特律，老虎體育場
| 聖路易紅雀 | 2 | 0 | 2 | 2 | 0 | 0 | 0 | 4 | 0 | 10 | 13 | 0 |
| 底特律老虎 | 0 | 0 | 0 | 1 | 0 | 0 | 0 | 0 | 0 | 1  | 5  | 4 |
| 勝投： 鮑勃·吉布森 (2–0) 敗投： 丹尼·麥克連 (0–2) 全壘打： 紅雀：盧·布羅克 (1上,1分)、鮑勃·吉布森 (4上,1分) 老虎：Jim Northrup (4下,1分) |   |   |   |   |   |   |   |   |   |    |    |   |

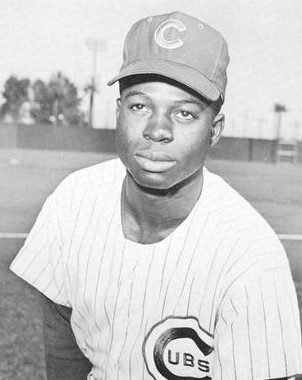
盧·布羅克

這場雙方又擺出首戰的先發陣容對決，結果盧·布羅克又從麥克連手中敲出全壘打，而且是首局的首位打者。
球隊在3局上再添2分後，吉布森也加入了球隊的得分行列，他在4局上敲出陽春砲。Jim Northrup在4局下敲出全壘打，這是吉布森在系列賽失掉的第一分。
8局上，老虎隊中繼投手John Hiller完全無法壓制紅雀打線。他一個出局數都沒有抓到就掉了4分，最終紅雀在吉布森完投的情況下，以10比1大勝老虎隊。

### 第五戰：10月7日
密西根州，底特律，老虎體育場
| 聖路易紅雀                                                                                        | 3 | 0 | 0 | 0 | 0 | 0 | 0 | 0 | 0 | 3 | 9 | 0 |
| 底特律老虎                                                                                        | 0 | 0 | 0 | 2 | 0 | 0 | 3 | 0 | X | 5 | 9 | 1 |
| 勝投： 米奇·羅里奇 (2–0) 敗投： Joe Hoerner (0–1) 全壘打： 紅雀：奧蘭多·塞佩沙 (1上,2分) 老虎：無 |   |   |   |   |   |   |   |   |   |   |   |   |

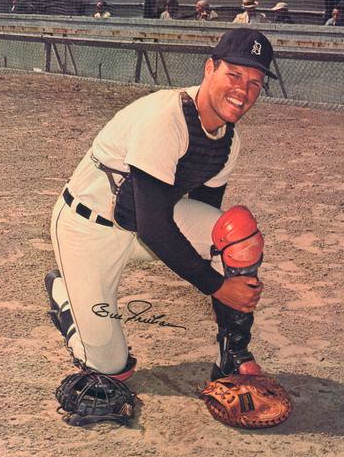
比爾·弗里罕

陷入絕境的老虎隊，派出拿下唯一一勝的羅里奇先發。不過他在1局上便遭遇亂流，包含奧蘭多·塞佩沙的2分砲在內掉了3分。
羅里奇在首局失分後便隨即回穩下來，沒有再讓紅雀更進一步。而打線也在4局下有所回應，老虎隊單局敲出2支三壘安打與一支一壘安打追回2分。
7局下，Nelson Briles在被羅里奇敲出安打後退場，結果接替投球的Joe Hoerner面對4位打者被敲出3支安打與一次保送，讓老虎隊攻下3分逆轉。羅里奇最後又一次拿下完投勝，幫助老虎延長戰線。

### 第六戰：10月9日
密蘇里州，聖路易，布希紀念體育場
| 底特律老虎 | 0 | 2 | 10 | 0 | 1 | 0 | 0 | 0 | 0 | 13 | 12 | 1 |
| 聖路易紅雀 | 0 | 0 | 0  | 0 | 0 | 0 | 0 | 0 | 1 | 1  | 9  | 1 |
| 勝投： 丹尼·麥克連 (1–2) 敗投： Ray Washburn (0–1) 全壘打： 老虎：Jim Northrup (3上,4分)、艾爾·卡萊恩 (5上,1分) 紅雀：無 |   |   |    |   |   |   |   |   |   |    |    |   |

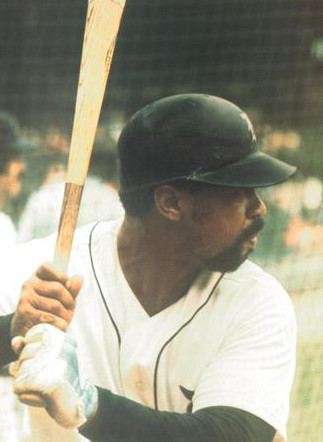
威利·霍頓

儘管麥克連在世界大賽前2場表現不佳，但是總教練還是相信這位單季31勝的王牌，並讓他在第6戰擔任先發。而紅雀推出3號先發Ray Washburn上場。
老虎隊在2局上靠著威利·霍頓和比爾·弗里罕的安打打下2分，然後打線在3局上大爆發。他們在這局打了14個人次，其中包含Jim Northrup的滿貫砲在內，他們攻下了10分，紅雀隊在該局更換了3名投手才結束這個半局。
有了打線的幫忙，麥克連也減輕壓力，最後他完投9局送出7次三振幫助老虎追平系列賽。

### 第七戰：10月10日
密蘇里州，聖路易，布希紀念體育場
| 底特律老虎                                                                                       | 0 | 0 | 0 | 0 | 0 | 0 | 3 | 0 | 1 | 4 | 8 | 1 |
| 聖路易紅雀                                                                                       | 0 | 0 | 0 | 0 | 0 | 0 | 0 | 0 | 1 | 1 | 5 | 0 |
| 勝投： 米奇·羅里奇 (3–0) 敗投： 鮑勃·吉布森 (2–1) 全壘打： 老虎：無 紅雀：Mike Shannon (9下,1分) |   |   |   |   |   |   |   |   |   |   |   |   |

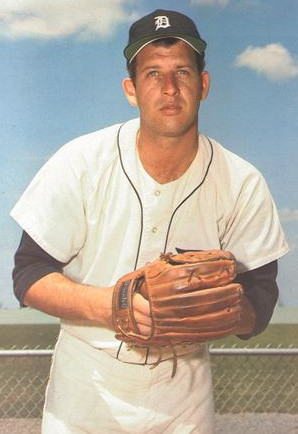
米奇·羅里奇

最後一場，雙方派出在世界大賽都沒輸球的羅里奇與吉布森對決。而兩人在前6局表現非常出色，完美壓制對方打線。
7局上，老虎隊在2出局後找到突破口。諾姆·凱許和威利·霍頓接連敲安上壘，隨後Jim Northrup敲出三壘安打清光壘包，比爾·弗里罕也敲出安打拿下第3分。
9局上，老虎隊又敲出3支安打攻下1分。雖然Mike Shannon在9局下兩出局後敲出全壘打，粉碎羅里奇完封的機會，但是紅雀隊攻勢無法延續。最後羅里奇成功拿下世界大賽第3勝，幫助老虎隊逆轉奪冠。

## 焦點球員
老虎
- 米奇·羅里奇：他在世界大賽拿下3勝，防禦率1.67。而他3場比賽都是完投勝，這項紀錄自1969年起再也無人能複製。

- 艾爾·卡萊恩：世界大賽打擊率3成79，並未吞下三振。另敲出2支全壘打與8分打點。

- 比爾·弗里罕：世界大賽僅敲出2支安打，不過這2支安打發生在系列賽最後兩戰，且都有成功打回打點。

- 丹尼·麥克連：在世界大賽第6場投出9局失1分的完投勝，幫助老虎隊延長戰況。

紅雀
- 鮑勃·吉布森：世界大賽拿下2勝1敗，3場都完投，防禦率1.67。

- 盧·布羅克：世界大賽打擊率4成64，7次盜壘成功。

- 奧蘭多·塞佩沙：世界大賽敲出2轟與6分打點皆為隊上之冠。

- Dal Maxvill：世界大賽全勤出賽，然而22個打席全都未擊出安打，寫下大聯盟世界大賽新紀錄。

## 外部連結
- Almanac網站上關於1968年世界大賽的頁面（页面存档备份，存于）
- MLB官網裡的1968年世界大賽頁面（页面存档备份，存于）
- Reference網站上關於1968年世界大賽的頁面（页面存档备份，存于）
- 1968年世界大賽逐場比賽結果以及每一球詳細紀錄[]